# Oude Sint-Pieter en Pauluskerk (Neder-Over-Heembeek)
De Sint-Pieter-en-Pauluskerk (église Saints-Pierre-et-Paul)  of ook wel Sint-Pieterskerk (église Saint-Pierre) was de parochiekerk van Neder-Heembeek. De kerk werd in 1860 nog herbouwd, maar werd op 21 augustus 1932 door de bliksem getroffen waardoor er een grote brand ontstond. Pas eind december kon ze weer in gebruik genomen worden. In 1935 werden de Sint-Pieterskerk en de Sint-Niklaaskerk in Over-Heembeek) vervangen door de nieuwe Sint-Pieter en Pauluskerk. Deze werd gebouwd op de grens van Neder-Heembeek en Over-Heembeek, die reeds in 1813 tot Neder-Over-Heembeek werden samengevoegd. De parochies volgden in 1814. 

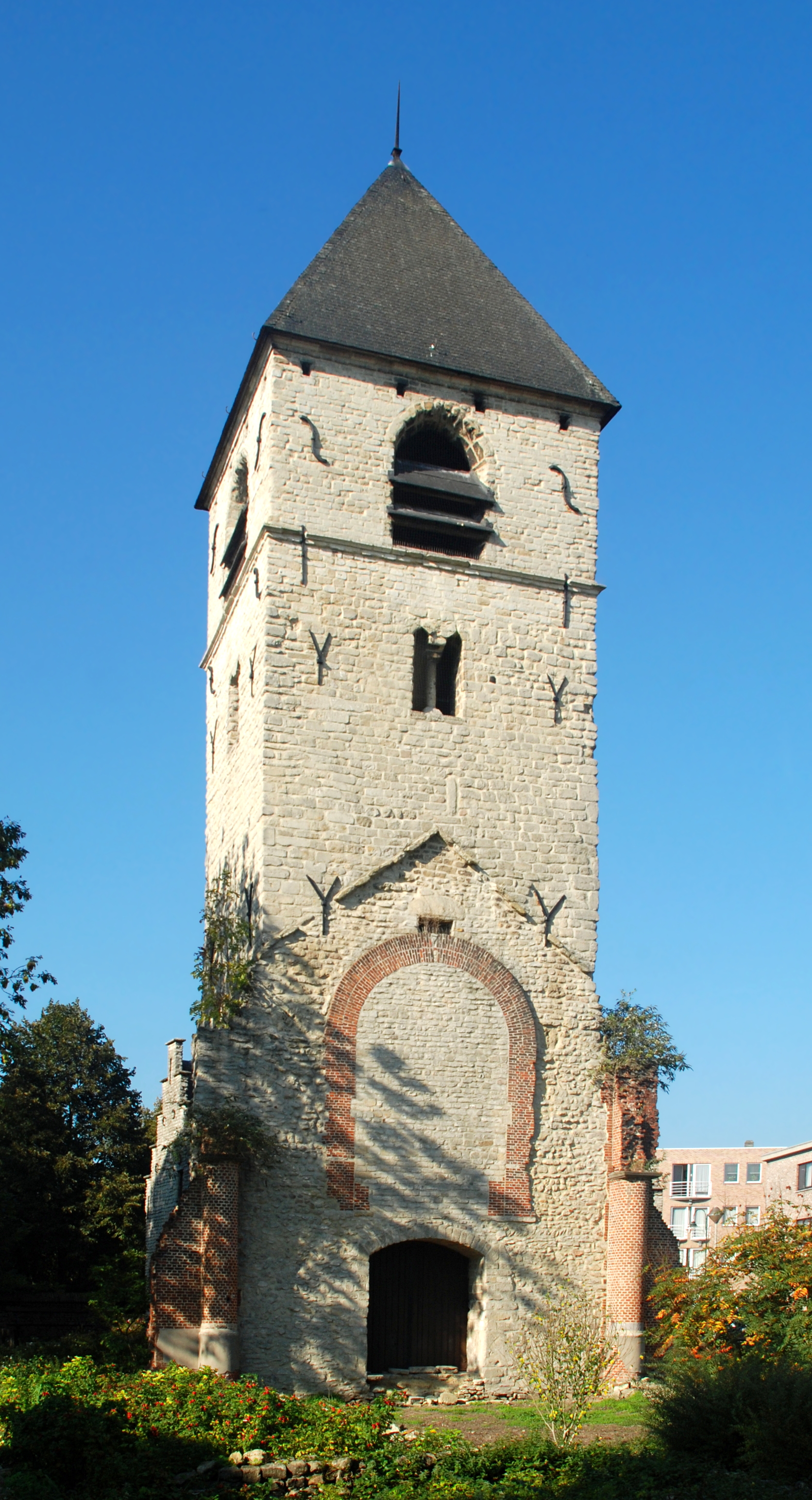
kerktoren van Neder-Heembeek in 2011
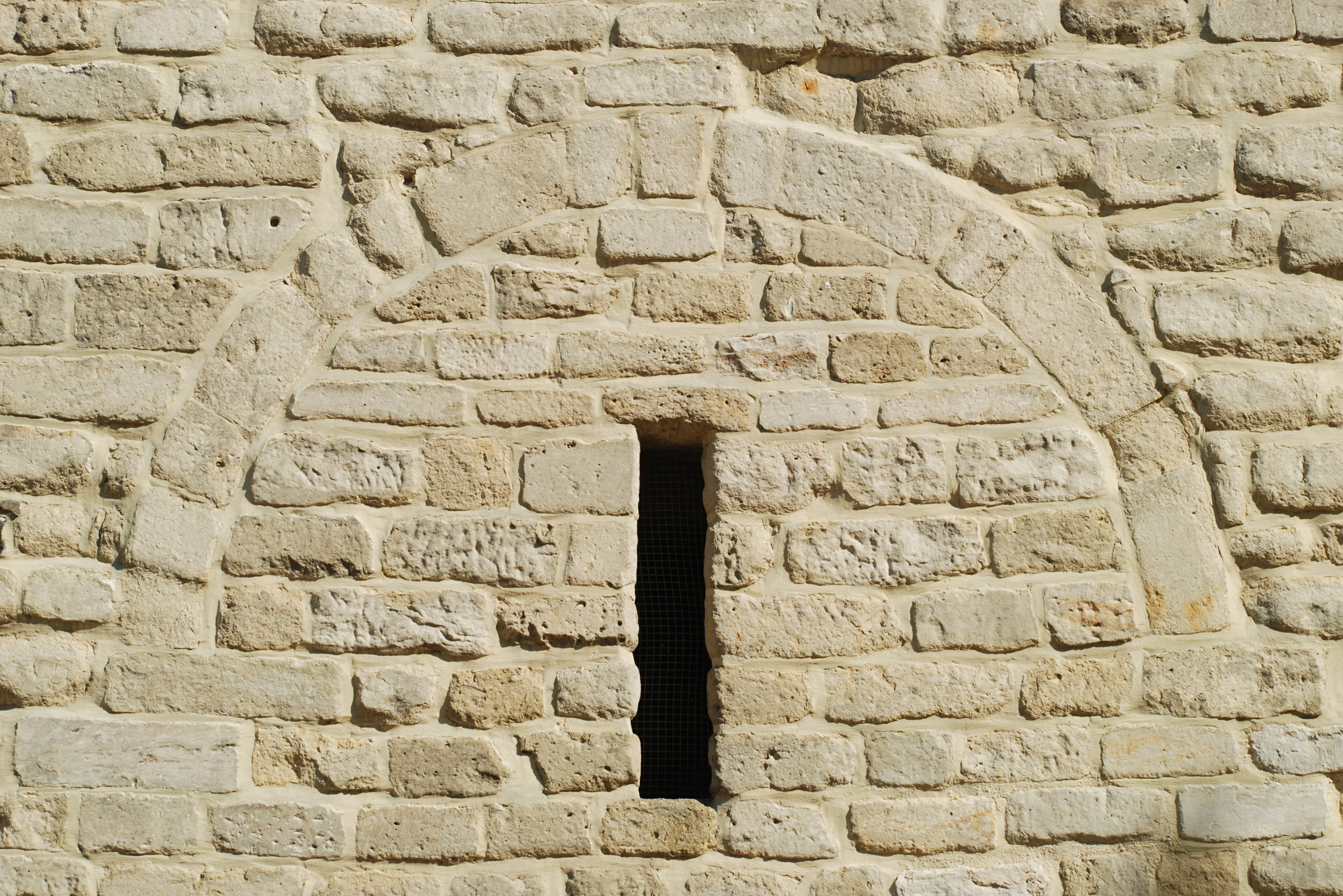
dichtgemetseld venster met opening
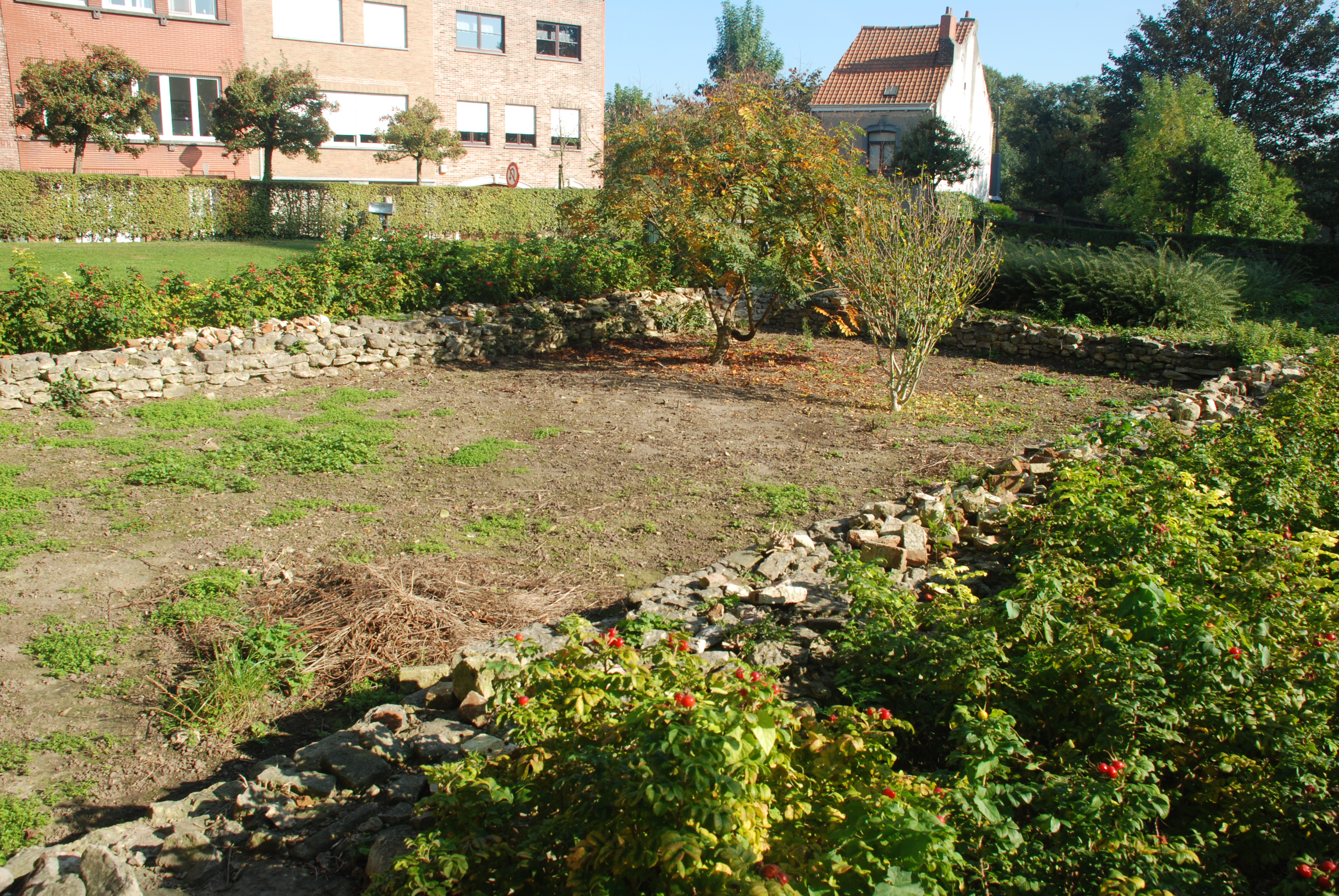
restanten van de apsis
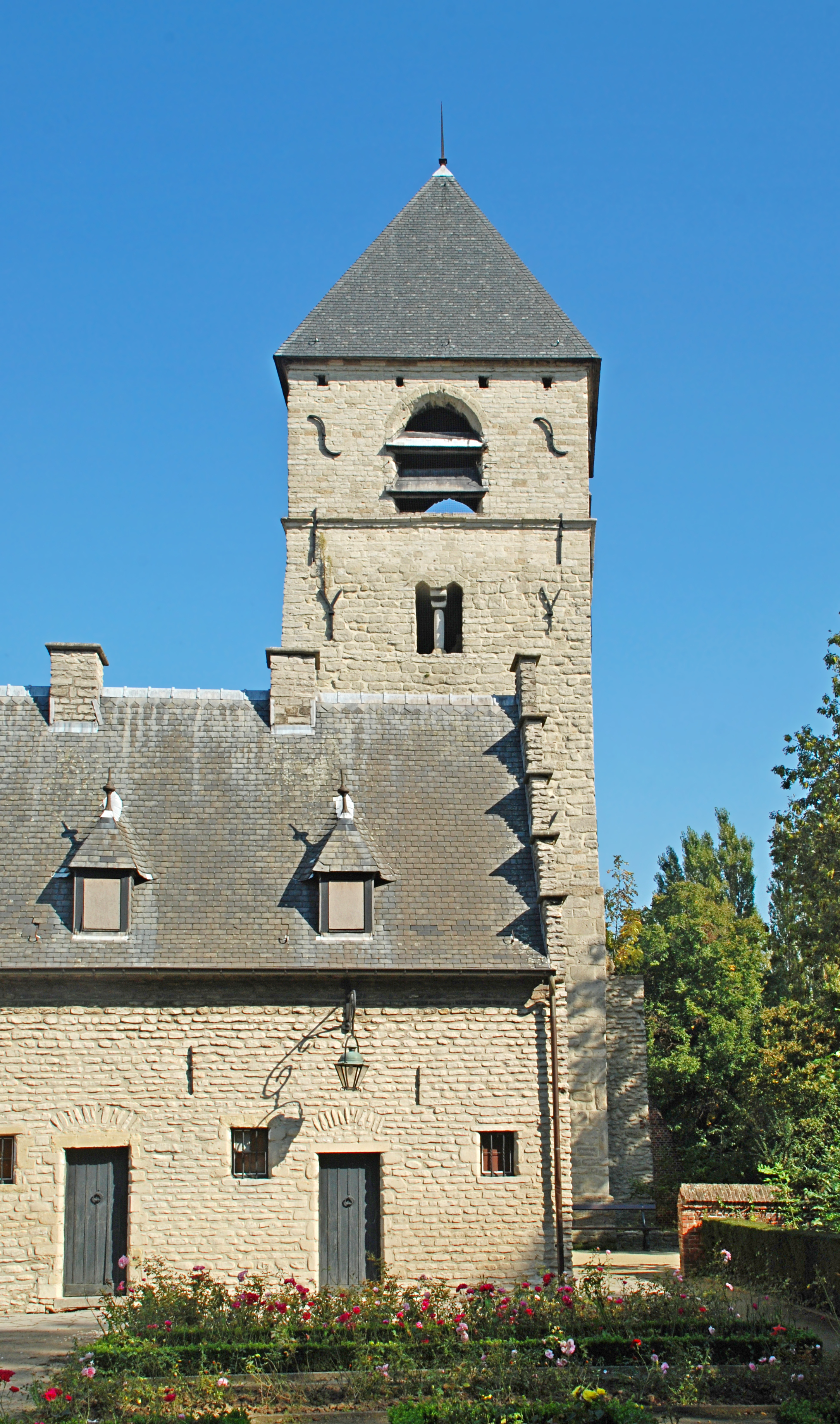
de kluis en de kerktoren
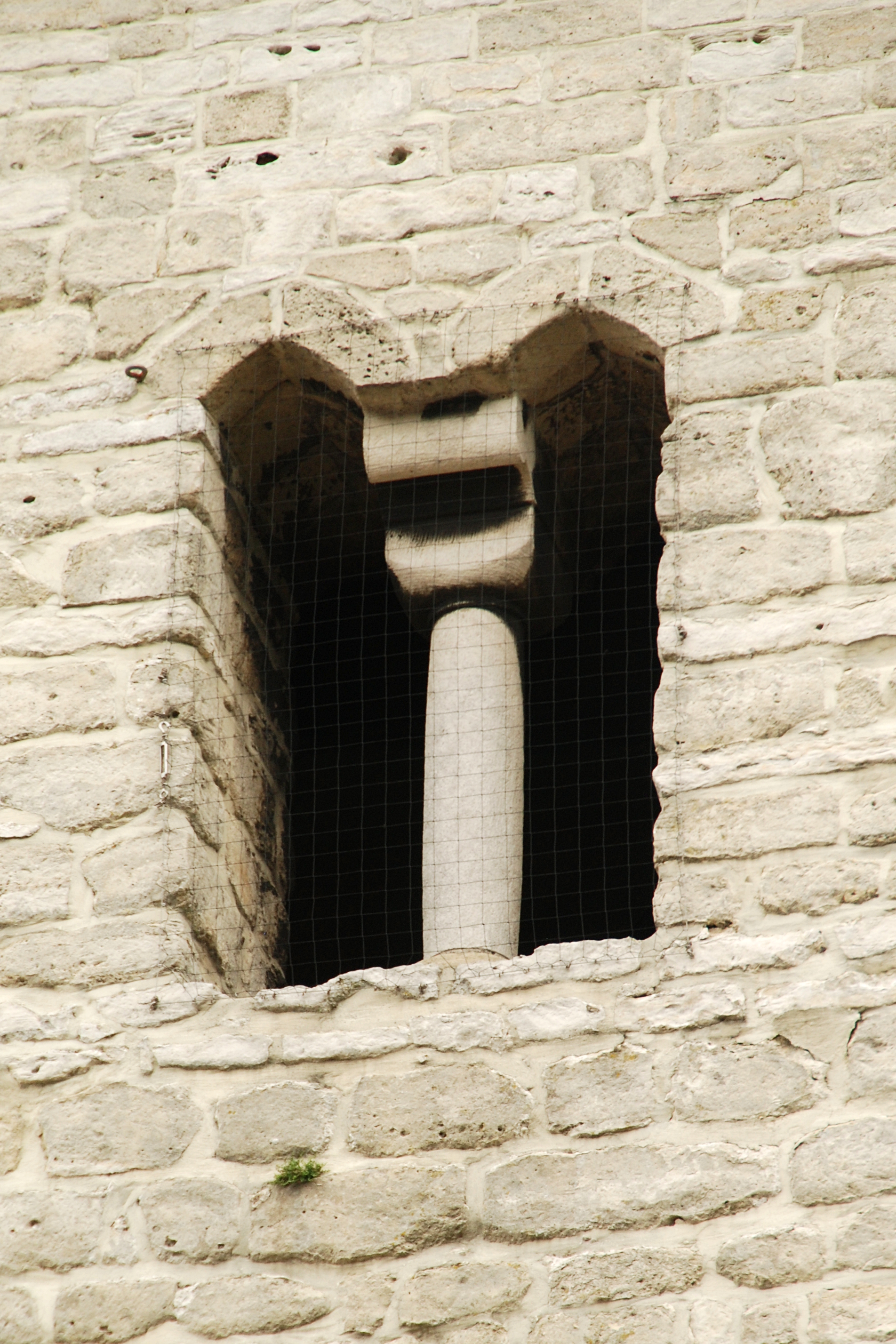
dubbel venster op het eerste verdiep
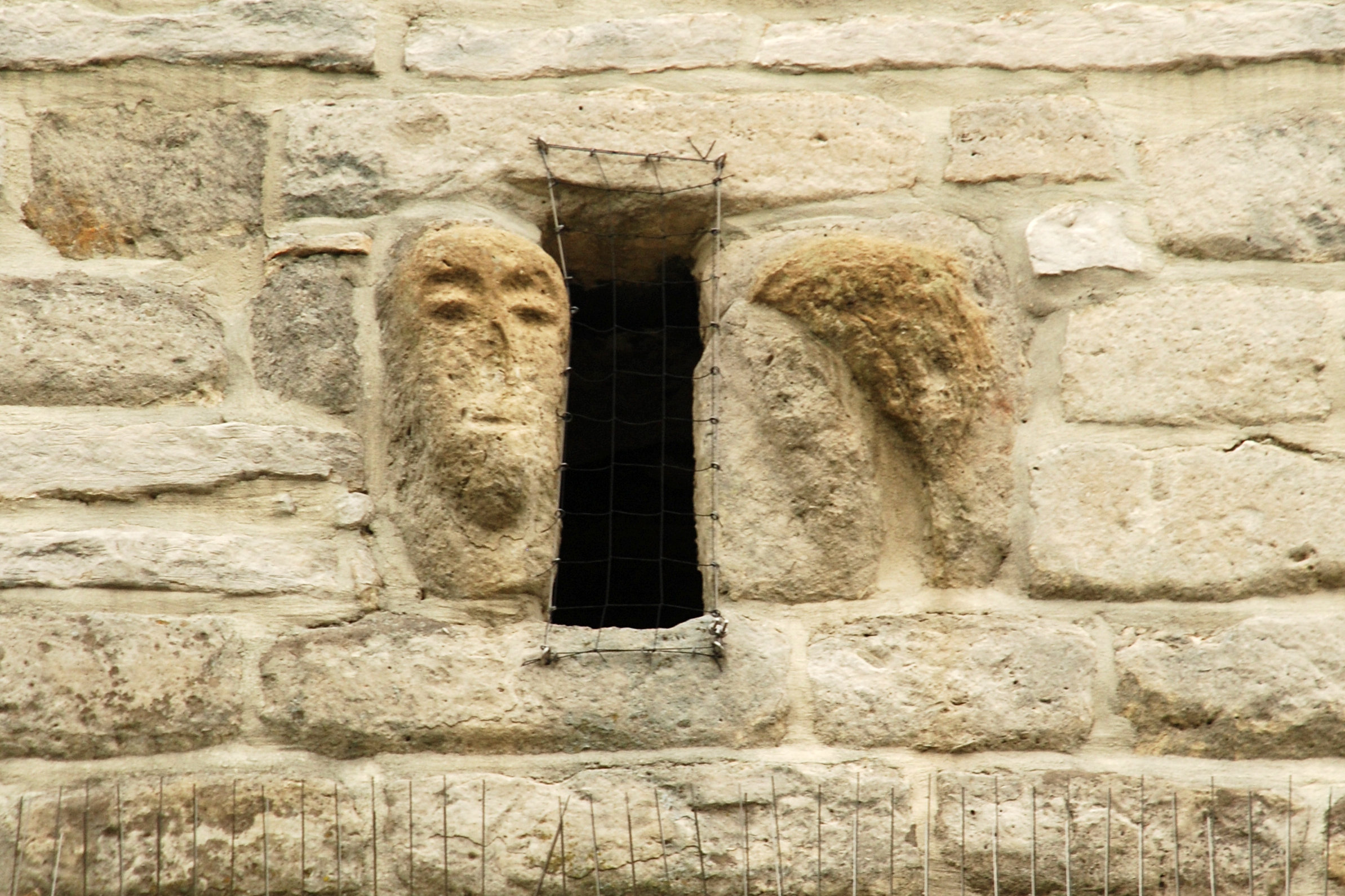
romaanse koppen
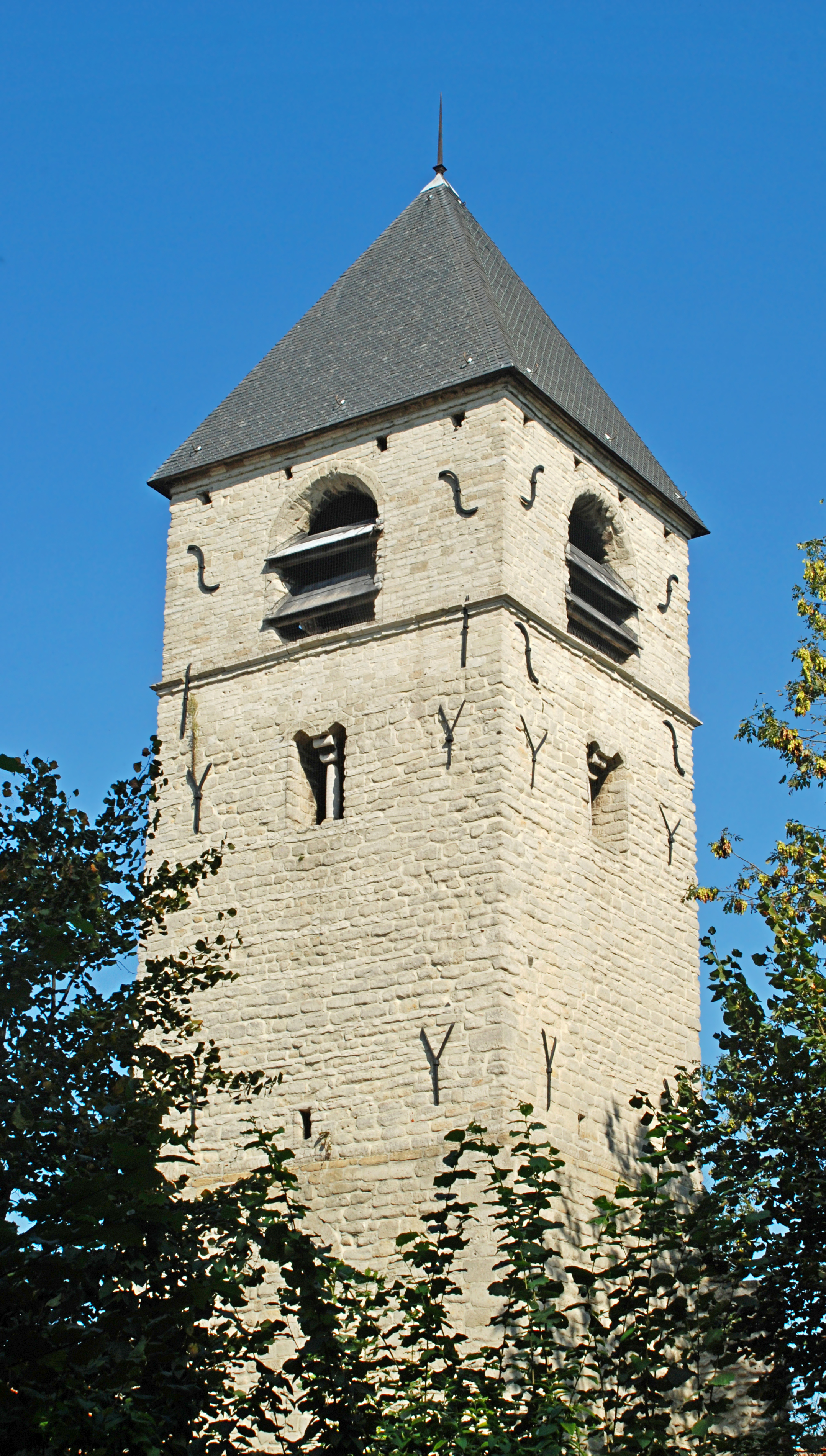
de kerktoren
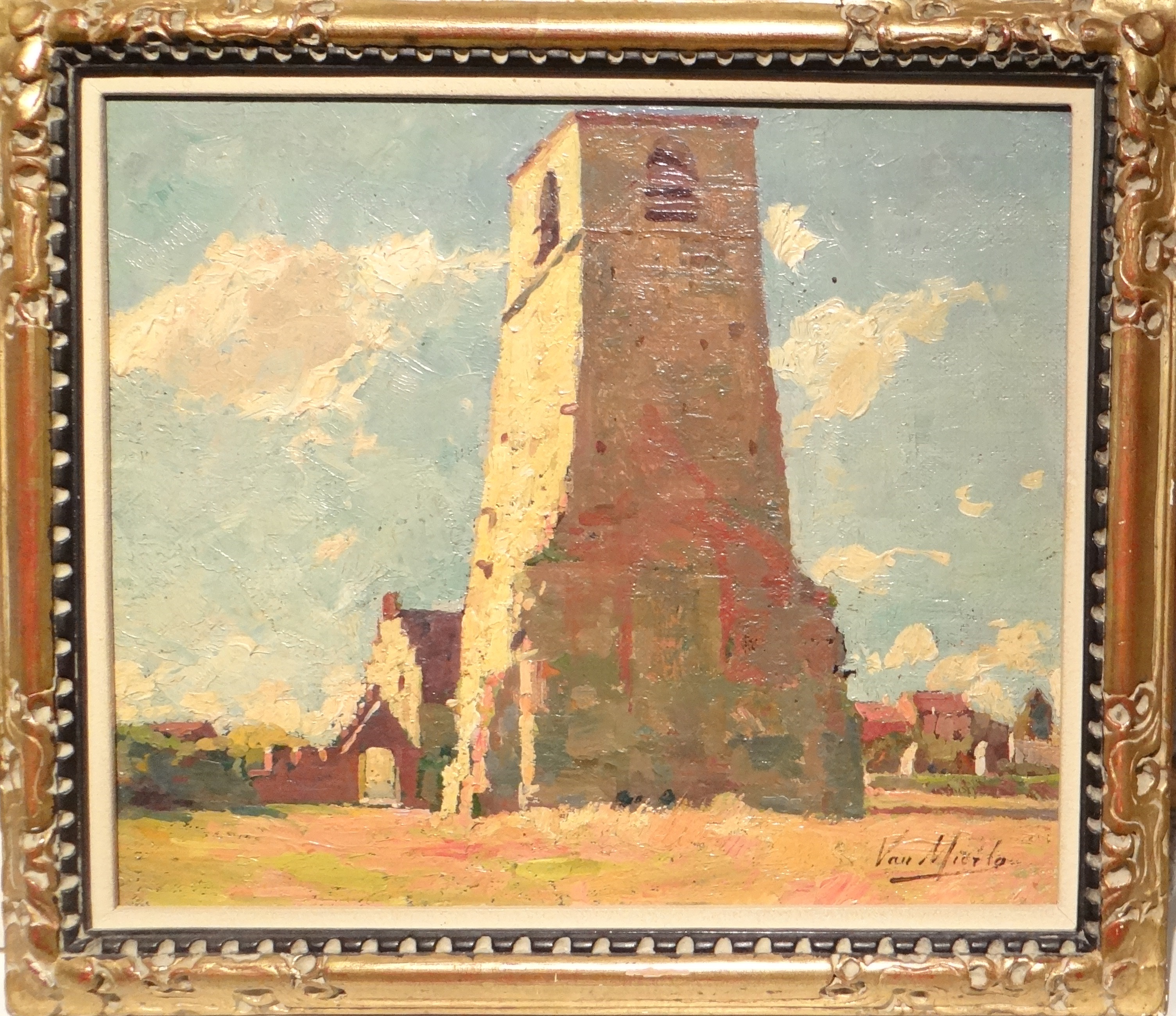
De romaanse toren – Neder-Over-Heembeek, omstreeks 1960, Eugène Van Mierlo, olieverf op paneel (26x20 cm), privécollectie
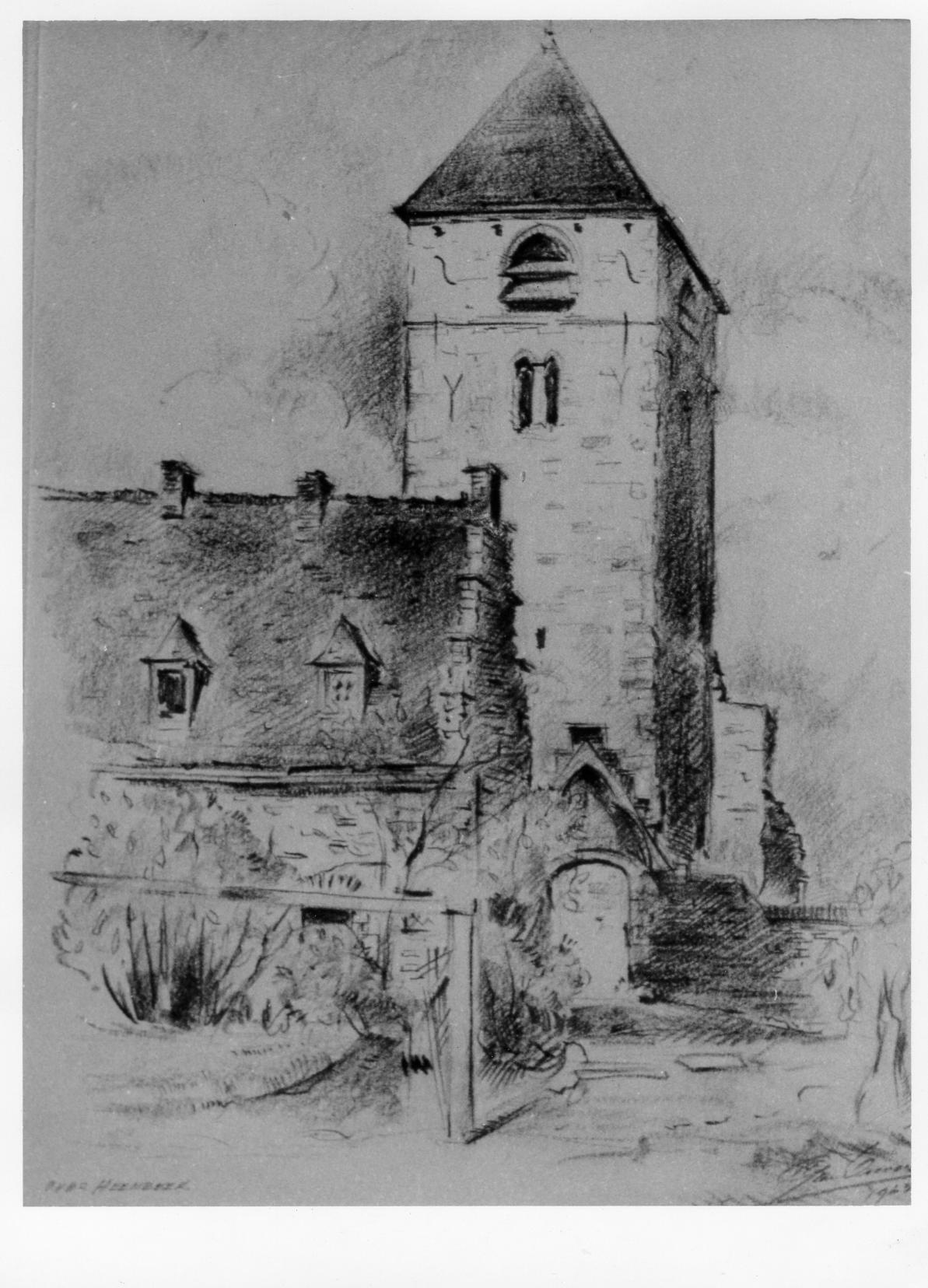
De romaanse toren en de kluis te Neder-Heembeek, 1963, tekening van Léon Van Dievoet

In februari 1937 werd de Sint-Pieterskerk afgebroken, slechts de romaanse toren (einde 11e eeuw) bleef behouden. Op deze toren werd in 1575 een klokkenverdieping gebouwd, die in 1960 gerestaureerd werd door Jean Rombaux, stadsarchitect van Brussel. De toren is tegenwoordig gedekt door een tentdak. De poort aan de westzijde en het venster erboven, beide aangebracht in 1735, zijn bij de restauratie weggewerkt. Aan de oostzijde, de kerkzijde, is de toren open. Na de afbraak van de kerk tot de restauratie was de opening dichtgemetseld. De toren is gebouwd in witte zandsteen, afkomstig van groeven uit de streek. Aan de noordzijde van de toren zijn twee stenen koppen te zien.
In 1997 werd de toren geklasseerd als historisch monument.
Tegenover de romaanse toren bevindt zich de Kluis, uit 1487.